# Ahmed Tarbi
Ahmed Tarbi (* 23. Mai 1954; † 7. Mai 2021 in Batna) war ein algerischer Gewichtheber.
Er nahm 1980 an den Olympischen Spielen in Moskau teil und erreichte im Bantamgewicht den elften Platz. Bei den Olympischen Spielen 1984 in Los Angeles wurde er Neunter. Allerdings wurde er bei der anschließenden  Dopingkontrolle positiv auf Nandrolon getestet und vom Weltverband IWF gesperrt. 1990 erreichte er bei den Weltmeisterschaften den elften Platz.